# Gonzalo Vivas
Gonzalo Leonel Vivas (San Justo, Buenos Aires, Argentina; 16 de febrero de 1993) es un futbolista argentino que se desempeña como lateral derecho. Actualmente juega en Nueva Chicago de la Primera B Nacional, segunda división del fútbol argentino.

## Trayectoria

### Nueva Chicago
Vivas es un futbolista surgido de las divisiones inferiores del Club Atlético Nueva Chicago. Siempre jugó en el mediocampo a lo largo de toda su carrera como juvenil.
El 28 de mayo de 2014 se anunció desde la cuenta oficial del club que, junto a otros juveniles, firmaría su primer contrato profesional con Nueva Chicago, que había ascendido recientemente a la Primera B Nacional.
El viernes 23 de enero de 2015, Nueva Chicago había visitado en Ecuador al Deportivo Cuenca en lo que fue la Noche Colorada, donde este equipo presenta año a año a sus refuerzos de cara al inicio de la respectiva temporada. Éste fue el primer partido internacional en la historia de Nueva Chicago, y el centrocampista formó parte de este partido histórico. Unos días más tarde, fue titular en lo que fue el segundo partido por la gira en Ecuador, esta vez frente a Liga de Loja de ese mismo país.
Debutó como jugador profesional el 23 de agosto de 2015 en la victoria de su equipo frente a Crucero del Norte en Misiones por la fecha 21 del Torneo de Primera División 2015 ingresando en el segundo tiempo por Matías Vera, otro juvenil de Nueva Chicago. Disputó 4 partidos en el campeonato y su equipo descendió a la Primera B Nacional. El 28 de septiembre renovó su contrato por 3 años más con la institución.
Para el Torneo 2016, sería tenido en cuenta por el entrenador Andrés Guglielminpietro para jugar como defensor lateral. Disputó 13 partidos de los 21 que jugó su equipo durante el campeonato.
Fue una pieza fundamental durante el Campeonato  2016-17, disputando 38 partidos y convirtiendo 1 gol frente a Brown de Adrogué.

## Clubes
| Club          | País      | Año             |
| ------------- | --------- | --------------- |
| Nueva Chicago | Argentina | 2015 - Presente |

## Estadísticas
| Club                                                                 | Temporada           | Liga  | Liga  | Copa Nac.1 | Copa Nac.1 | Copa Inter. | Copa Inter. | Total | Total |
| Club                                                                 | Temporada           | Part. | Goles | Part.      | Goles      | Part.       | Goles       | Part. | Goles |
| -------------------------------------------------------------------- | ------------------- | ----- | ----- | ---------- | ---------- | ----------- | ----------- | ----- | ----- |
| Nueva Chicago Argentina                                              | 2015                | 4     | 0     | -          | -          | -           | -           | 4     | 0     |
| Nueva Chicago Argentina                                              | 2016                | 13    | 0     | 1          | 0          | -           | -           | 14    | 0     |
| Nueva Chicago Argentina                                              | 2016/17             | 36    | 1     | 1          | 0          | -           | -           | 37    | 1     |
| Nueva Chicago Argentina                                              | 2017/18             | 12    | 0     | -          | -          | -           | -           | 12    | 0     |
| Nueva Chicago Argentina                                              | 2018/19             | 22    | 1     | 0          | 0          | -           | -           | 22    | 1     |
| Nueva Chicago Argentina                                              | 2019/20             | 18    | 0     | -          | -          | -           | -           | 18    | 0     |
| Nueva Chicago Argentina                                              | Total Chicago       | 105   | 2     | 2          | 0          | -           | -           | 107   | 2     |
| Total en su carrera                                                  | Total en su carrera | 105   | 2     | 2          | 0          | -           | -           | 107   | 2     |
| Última actualización: Nueva Chicago vs. Ferro Carril Oeste, 15.03.20 |                     |       |       |            |            |             |             |       |       |